# Módulo de um programa
Módulo de um programa é um artefato de programação que pode ser desenvolvido e compilado separadamente de outras partes do programa. São ficheiros com código que permitem aumentar as capacidades das linguagens de programação.